# San Jose (Occidental Mindoro)

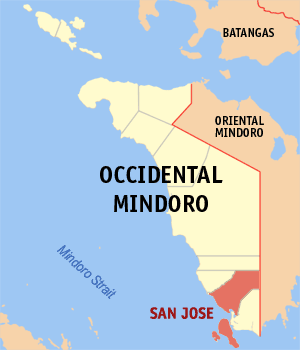
San Joses läge i Occidental Mindoro

San Jose är en ort i Filippinerna som ligger i provinsen Occidental Mindoro, belägen i regionen MIMAROPA.
San Jose räknas officiellt inte som stad utan är en kommun. Kommunen är indelad i 38 smådistrikt, barangayer, varav 18 är klassificerade som landsbygdsdistrikt och 20 som tätortsdistrikt. Hela kommunen har 111 009 invånare (folkräkning 1 maj 2000) varav ungefär 70 procent bor i centralorten.